# Quinto real
Pour les articles homonymes, voir Quinto.
Le Quinto Real est créé par ordonnance du roi en 1504, appelé Quinto del Rey ou Quinto Real. Le Quinto Real est un impôt où chaque navire venant d’Amérique espagnole pour Séville devait donner pour le roi un cinquième des marchandises (principalement or et argent). En 1723, cet impôt est baissé de moitié.

## Extension géographique
La richesse légendaire du vice royaume du Pérou (comprenant une très grande partie de l'Amérique du Sud) occupait tout l’Empire Inca (cordillère des Andes autour de Cuzco la capitale). Le vice royaume de Nouvelle-Espagne occupait une grande partie de l'Amérique Centrale, le Mexique, les territoires Sud-Américains ainsi que les Philippines. Au début, le Quinto Real était issu du pillage des statuettes et objets de prestige des empereurs. Ensuite il y eut l’orpaillage puis l’extraction des mines d’or et d’argent, en particulier à Lima (actuel Pérou), Potosi (actuelle Bolivie) et Mexico (actuel Mexique).